# امین‌آباد (نیر)
امین‌آباد یک روستا در ایران است که در دهستان مهماندوست واقع شده‌است. امین‌آباد ۱۳۲ نفر جمعیت دارد.